# Georg Malcovati
Georg Heinrich Malcovati (* 5. September 1983 in Berlin) ist ein deutscher Drehbuchautor und ehemaliger Schauspieler.
Malcovati spielte von 1998 bis 2000 die Hauptrolle des Marc Börner in der Kinder- und Jugendserie Schloss Einstein. Nach einem Studium der Theater- und Filmwissenschaft an der Freien Universität Berlin studierte er in Ludwigsburg an der Filmakademie Baden-Württemberg und diplomierte dort 2012 im Fach Drehbuch. 2009 erstellte er im Rahmen dieses Studiums einen Kurzfilm, in dem er seine Rolle in Schloss Einstein thematisiert.

## Filmografie
- 1998–2000: Schloss Einstein

## Projekte als Drehbuchautor
- 2009: Bist du nicht der von[4]
- 2009: Pasticcio[5]
- 2011: Die Hand vor Augen[6]
- 2013: SOKO Leipzig (2 Folgen)
- 2019: Specialisté
- 2021: Verbotene Liebe – Next Generation
- seit 2021: Schloss Einstein
- 2021: In aller Freundschaft (Folge 951)

## Belege
1. ↑  Best Outtakes: DAS WURDE aus Marc Börner (Georg Malcovati) aus der 1. Staffel SCHLOSS EINSTEIN! 4. April 2021, abgerufen am 10. März 2025.
2. ↑  Schloss Einstein News: Interview mit Georg Malcovati (Marc Börner) | #SchlossEinstein - Seelitz | #25JahreSchlossEinstein. 18. April 2023, abgerufen am 10. März 2025.
3. ↑  Malcovati (Memento des Originals vom 12. April 2013 im Internet Archive)  Info: Der Archivlink wurde automatisch eingesetzt und noch nicht geprüft. Bitte prüfe Original- und Archivlink gemäß Anleitung und entferne dann diesen Hinweis. auf der Website der Filmakademie Baden-Württemberg.
4. ↑  Bist du nicht der von Drehbuch, Regie, Produktion und Schnitt, auf der Website der Filmakademie Baden-Württemberg.
5. ↑  Pasticcio Drehbuch, auf der Website der Filmakademie Baden-Württemberg.
6. ↑  Die Hand vor Augen Drehbuch, auf der Website der Filmakademie Baden-Württemberg.

| Personendaten    | Personendaten                                  |
| ---------------- | ---------------------------------------------- |
| NAME             | Malcovati, Georg                               |
| ALTERNATIVNAMEN  | Malcovati, Georg Heinrich (vollständiger Name) |
| KURZBESCHREIBUNG | deutscher Schauspieler                         |
| GEBURTSDATUM     | 5. September 1983                              |
| GEBURTSORT       | Berlin, Deutschland                            |